# بوزید محیوز
بوزید محیوز (انگلیسی: Bouzid Mahyouz؛ زادهٔ ۱۳ ژانویهٔ ۱۹۵۲) بازیکن فوتبال اهل الجزایر بود.
از باشگاه‌هایی که در آن بازی کرده‌است می‌توان به باشگاه فوتبال مولودیه الجزایر اشاره کرد.
وی به همراه تیم ملی فوتبال الجزایر در بازی‌های المپیک تابستانی ۱۹۸۰ شرکت کرده است. محیوز در مسابقات بین‌المللی در مجموع برندهٔ ۱ مدال طلا شده‌است.